# Fikri Junaidi
Fikri Junaidi (* 2. April 2000 in Singapur), mit vollständigen Namen Muhammad Fikri bin Junaidi, ist ein singapurischer Fußballspieler.

## Karriere
Fikri Junaidi erlernte das Fußballspielen in der Coral Secondary School in Singapur, in der Jugendmannschaft von Tennis Borussia Berlin in Deutschland sowie in der Jugend des singapurischen Erstligisten Home United. Seinen ersten Vertrag unterschrieb er 2019 bei Geylang International. Der Verein spielte in der ersten Liga von Singapur, der Singapore Premier League. Für Geylang stand er 2019 viermal auf dem Spielfeld. 2020 wechselte er zu den Young Lions. Die Young Lions sind eine U-23-Mannschaft, die 2002 gegründet wurde. In der Elf spielen U23-Nationalspieler und auch Perspektivspieler. Ihnen soll die Möglichkeit gegeben werden, Spielpraxis in der ersten Liga zu sammeln. Nach drei Ligaspielen wechselte er im Januar 2021 zum Ligakonkurrenten Albirex Niigata (Singapur). Der Verein ist ein Ableger des japanischen Zweitligisten Albirex Niigata. Am Ende der Saison 2022 feierte er mit Albirex die singapurische Meisterschaft. Nach der Saison 2022 wurde sein Vertrag nicht verlängert.

## Erfolge
Albirex Niigata (Singapur)
- Singapurischer Meister: 2022